# Pieter Bleeker
Pieter Bleeker (Zaandam, 10 juli 1819 – Den Haag, 24 januari 1878) was een Nederlandse arts en ichtyoloog, beroemd vanwege zijn onderzoek naar vissen in Oost-Azië.
Hij was werkzaam als arts in het Koninklijk Nederlandsch-Indisch Leger van 1842 tot 1860, gestationeerd in Nederlands-Indië. Tijdens deze periode verrichtte hij zijn meeste bijdragen aan de ichtyologie, naast zijn werkzaamheden in het leger. De meeste soorten die hij beschreef verkreeg hij van lokale vissers, maar hij legde ook een uitgebreid netwerk van contacten die hem visexemplaren opstuurden van nabijgelegen eilanden.
Hij verzamelde meer dan 12000 exemplaren waarvan vele nog altijd in Naturalis in Leiden te vinden zijn.
Na zijn terugkeer in Nederland in 1860 publiceerde hij de Atlas Ichtyologique, een omvangrijke samenvatting van zijn ontdekkingen in Indonesië met meer dan 1500 illustraties. Het werd in 36 delen uitgegeven tussen 1862 en de dood van Bleeker in 1878. Bleeker gaf meer dan 500 ichtyologische publicaties uit, waarin hij 511 nieuwe geslachten en 1925 nieuwe soorten beschreef.
Bij de opening van de nieuwe vleugel van Teylers Museum in 1885 was de naam van Bleeker te vinden onder de wetenschappelijke coryfeeën wier naam in de gehoorzaal van het museum werden getoond. Zijn naam werd echter in 1935 vervangen door die van de bioloog Hugo de Vries, die daar ook nu nog te vinden is.
De vis Lophogobius Bleekeri werd vernoemd naar Bleeker om hem te eren.